# Dschīm
Dschīm (arabisch جيم, DMG Ǧīm) ist der fünfte Buchstabe des arabischen Alphabets. Er ist aus dem phönizischen Gimel hervorgegangen und dadurch mit dem lateinischen C (und somit auch G), dem griechischen Gamma und dem hebräischen Gimel verwandt. Ihm ist der Zahlenwert 3 zugeordnet.

## Lautwert und Umschrift
Das Dschim entspricht im Hocharabischen dem ⟨dsch⟩ in „Dschungel“, während es im ägyptischen Dialekt als /g/ (wie in „Gustav“) und im syrischen und marokkanischen Dialekt als stimmhaftes /sch/ (wie ⟨j⟩ in „Journal“) gesprochen wird. Während Dschim im Hocharabischen ein Mondbuchstabe ist, verhält es sich etwa im marokkanischen Arabisch wie ein Sonnenbuchstabe.
In der DMG-Umschrift wird Dschim als „g“ mit einem Hatschek (ǧ) wiedergegeben. In der nichtwissenschaftlichen Transkription wird auch dsch (deutsch) verwendet.
Achtung: Das ǧ darf nicht mit dem ğ (g mit Breve) verwechselt werden. Dieses türkische yumuşak g bleibt entweder stumm, führt zur Längung des Selbstlauts oder wird als Gleitlaut gesprochen, je nach benachbarten Lauten.

## Graphische Abwandlungen
Um den im Schriftarabischen nicht vorkommenden „tsch“-Laut schreiben zu können, wurde im persischen Alphabet der Buchstabe Tsche aus dem Dschim entwickelt.
In arabischen Lexika, Atlanten etc. ist in seltenen Fällen ein Dschim mit drei statt einem Punkt anzutreffen. Dieser Buchstabe dient dazu, um die richtige Aussprache des „g“-Lautes in ausländischen Namen sicherzustellen, der im Schriftarabischen nicht vorkommt.

## Dschim in Unicode
| Unicode Codepoint | U+062C             |
| Unicode-Name      | ARABIC LETTER JEEM |
| HTML              | &#1580;            |
| ISO 8859-6        | 0xcc               |